# Córki Cekropsa znajdują Erichtoniosa

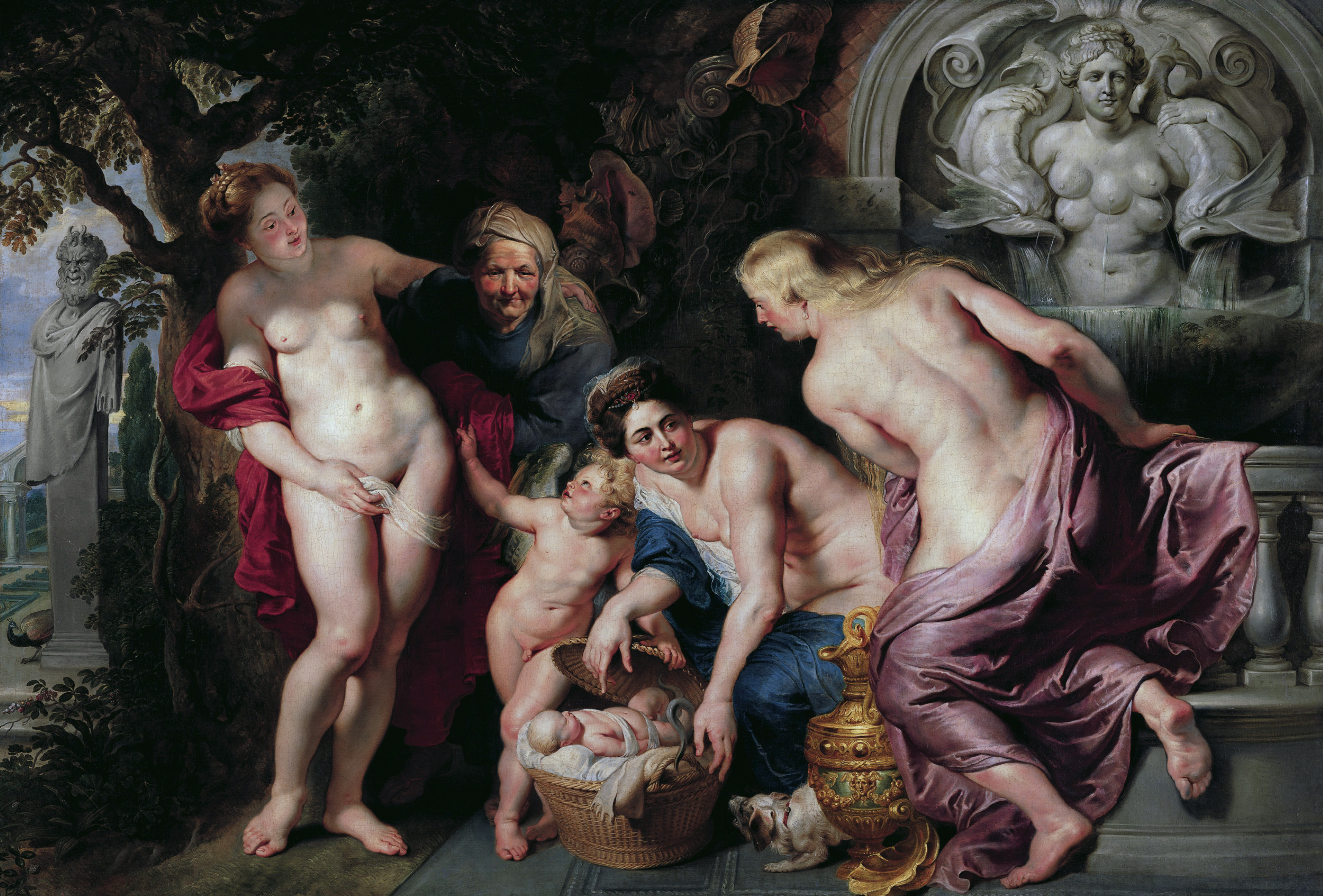
Obraz Rubensa Córki Cekropsa znajdują Erichtoniosa z 1616 roku będący pierwowzorem dla Jordaensa

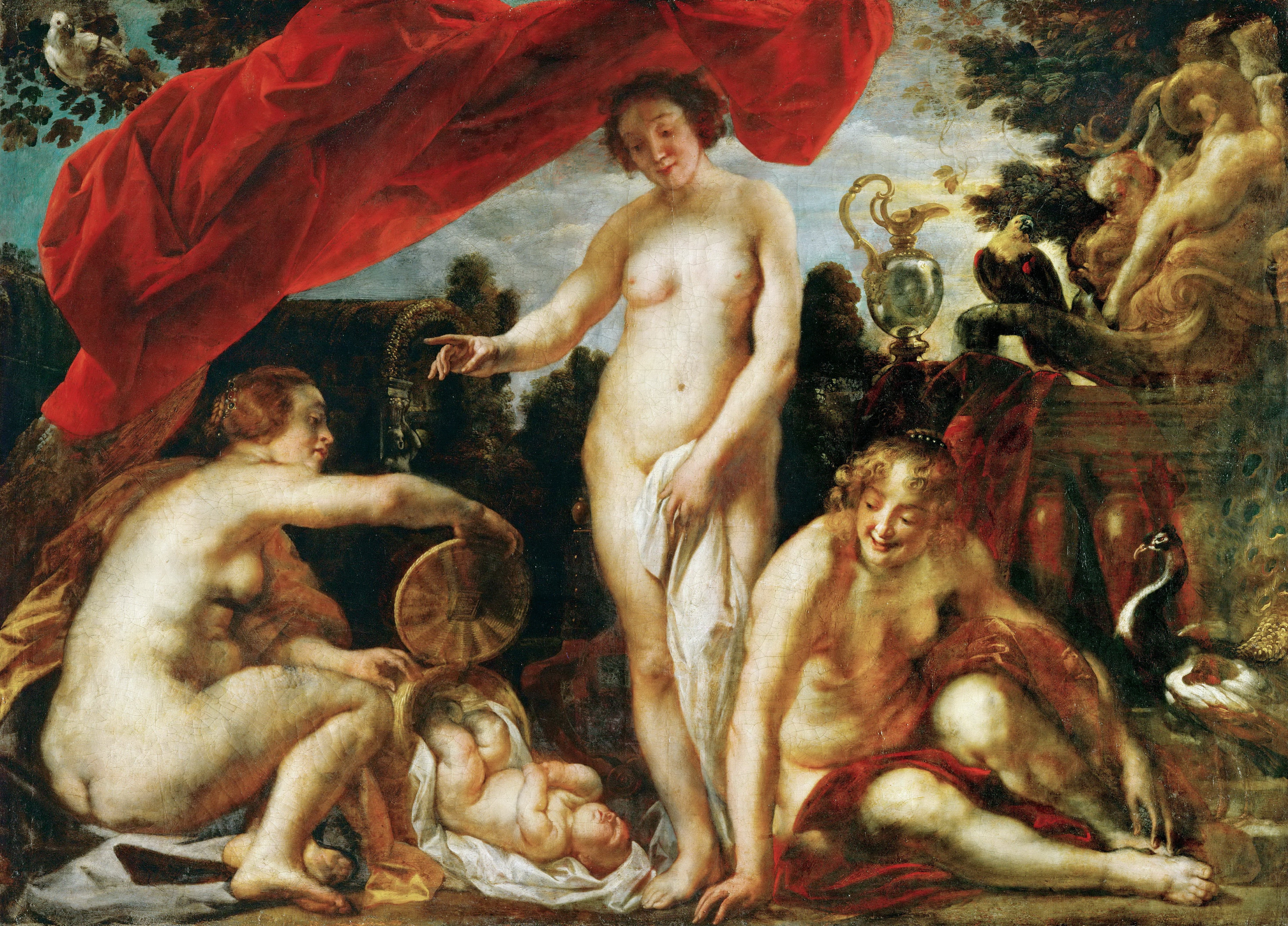
Późniejsza wersja obrazu Córki Cekropsa znajdują Erichtoniosa z 1640 roku (olej na płótnie, 150 × 208 cm), Muzeum Historii Sztuki w Wiedniu

Córki Cekropsa znajdują Erichtoniosa (niderl. De dochters van Cecrops vinden het slangenkind Erichthonius) – obraz olejny flamandzkiego malarza Jacoba Jordaensa.
Jeden z pierwszych obrazów Jordaensa, w którym można jeszcze zauważyć wpływy innego flamandzkiego artysty – Rubensa.
Historia Erichtoniosa opisana została w Metamorfozach Owidiusza oraz w Mitologii Apollodora. Obie wersje wspominają o pożądaniu Hefajstosa do Ateny i próby jej posiądnięcia. Gdy bogini opierała mu się, jego nasienie spadło na jej udo. Atena wytarła je kawałkiem wełny i cisnęła na ziemię. Z nasienia, które spadło na ziemię narodził się Erichtonios. Obie wersje podają następnie różne opisy dalszych wydarzeń.

## Geneza
Według Apollodora, Atena zaraz po urodzeniu dziecka szybko zajęła się nim, a chcąc by dostąpiło nieśmiertelności, ukryła je w koszyku. Koszyk powierzyła najstarszej córce króla Cekropsa, Aglaurze, i nakazała by nikt do niego nie zaglądał. Siostry Aglaury nie usłuchały prośby i z ciekawości zajrzały do środka. Ujrzały węża zwiniętego obok niemowlęcia. W konsekwencji siostry utraciły życie, według jednej wersji, przez ukąszenie węża, według drugiej z powodu obłędu w jaki popadły od gniewu Ateny, rzuciły się w przepaść.

Owidiusz inaczej opisuje dalsze wydarzenia: 

Kiedyś dawno temu Pallas zamknęła Eryktona stworzonego bez matki w koszyku z attackiej wikliny. Dała je trzem dziewicom, córkom dwuoblicznego Cekropsa, zastrzegając by się nie ważyły odsłonić jej tajemnicy. (...) Dwie – Herse i Pandrosa – uczciwie pilnują koszyka. Aglaura woła zatrwożone siostry i rozsuwa ręką wężowe sploty i widzi wewnątrz koszyka dziecko i rozciągniętego obok węża (Owiduiusz, Metamorfozy, 2,552-561)

 Za sprzeciwienie się woli Ateny, Herse została kochanką Merkurego, a jej siostra z zazdrości zamieniła się w kamień. Sam Erichtonios został królem Aten.

## Opis obrazu
Jordaens wzorował się na wersji Owidiusza, podobnie jak rok wcześniej uczynił Rubens. Przedstawił trzy nagie kobiety – dwie zakrywające swe wdzięki, siedzące bokiem do widza, i trzecią po lewej stronie przedstawioną w pełnym negliżu. Jest to Herse. Tradycyjnie na jej ramionach spoczywa szkarłatna szata. Symbolizuje ona późniejsze miłosne przygody z bogiem Merkurym. Amor stojący u jej nogi i trzymający pochodnie, ma dodatkowo zaznaczać erotyczną rolę kobiety. Po jej prawej stronie siedzą dwie pozostałe siostry Aglaura przy koszyku i Pandrosa, nieco z tyłu na niewidocznej ławie. Pomiędzy nimi do koszyka zagląda stara kobieta. Jest to motyw zaczerpnięty z dzieła Rubensa. Obaj artyści często stosowali zabieg kontrastu w postaci starej i młodej kobiety, starością a młodością. W koszu Jordaens ukazał dziecko do połowy zakryte pieluchą. Według legendy Erichtonios miał postać pół człowieka pół węża. Większość artystów tak go przedstawiała, jednakże Joardaens pozostawił tę kwestię otwartą.